# Office of Film and Literature Classification (Nouvelle-Zélande)
Pour le système d'évaluation australien, voir Office of Film and Literature Classification.
L’Office of Film and Literature Classification est une organisation chargé de l'évaluation de la censure et de la classification des films, jeux vidéo et publications en Nouvelle-Zélande.

## Classification

### Jeux vidéo
Les jeux vidéo sont classés suivant trois catégories, :
- Sans restrictions : les jeux vidéo n'ont pas de contraintes ou de limites d'âge légales. L’étiquetage des jeux n'est pas obligatoire, mais si un jeu est classifié sans restrictions, un étiquetage peut être demandé au service labellisation. Les étiquettes sont de couleur verte et jaune.
- Avec restrictions : un jeu vidéo comportant une étiquette de couleur rouge signifiant une restriction, contient des contenus, représentations, images ou scènes de sexe, d'horreur, de crime, de cruauté, de violence ou de langage vulgaire. Les âges précisés constituent des limites d'âge légales. Les classifications de couleur rouge ont été mises en place depuis 2005 pour les jeux vidéo.
- Bannis : L'interdiction d'un jeu vidéo (peu de jeux vidéo ont été interdits en Nouvelle-Zélande) empêche l'importation, la commercialisation et la possession d'un jeu classifié dans cette catégorie.

| Icône                                                                                  | Description                                              |
| -------------------------------------------------------------------------------------- | -------------------------------------------------------- |
| OFLC G — Tout public                                                                   | General (Tout public)                                    |
| OFLC PG — Autorisation parentale                                                       | Parental Guidance (Autorisation parentale)               |
| OFLC M — Mature                                                                        | Mature (Mature)                                          |
| OFLC R13 — Restreint à 13 ans                                                          | Restricted 13 (Restreint à 13 ans)                       |
| OFLC R15 — Restreint à 15 ans                                                          | Restricted 15 (Restreint à 15 ans)                       |
| OFLC R16 — Restreint à 16 ans                                                          | Restricted 16 (Restreint à 16 ans)                       |
| OFLC R18 — Restreint à 18 ans                                                          | Restricted 18 (Restreint à 18 ans)                       |
| OFLC RP13 — Restreint à 13 ans avec un parent                                          | Restricted Parent 13 (Restreint à 13 ans avec un parent) |
| OFLC RP16 — Restreint à 16 ans avec un parent                                          | Restricted Parent 16 (Restreint à 16 ans avec un parent) |
| OFLC RP1 — Restreint à 18 ans avec un parent                                           | Restricted Parent 18 (Restreint à 18 ans avec un parent) |
| OFLC R — Réservé à une catégorie particulière de personnes ou à des fins particulières | Restricted (Restreint)                                   |